# Jaroslav Just
Jaroslav Just (14. listopadu 1908 Věstínek – 5. března 1983 Olomouc) byl český pedagog, komunista a protinacistický bojovník.

## Životopis
Pocházel z Věstínku v okrese Žďár nad Sázavou na Českomoravské vrchovině. Vystudoval českou státní reálku v Novém Městě na Moravě, dále v letech 1926 – 1930 absolvoval studium učitelství v Olomouci a následně nastoupil jako učitel obecné školy ve svém rodném kraji v Prosetíně.
Za svou účast v protinacistickém odboji ve druhé světové válce byl internován v koncentračním táboře v Mirošově; tento pobyt jej přivedl do řad KSČ.
Po skončení 2. světové války se stal okresním školním inspektorem v Novém Městě na Moravě a dalších městech. V roce 1946 začal rovněž vyučovat na Pedagogické fakultě Univerzity Palackého, kde v roce 1950 obhájil dizertační práci na téma Výchovné principy venkovské školy. Následně stál u zrodu pedagogického gymnázia v roce 1950 a v roce 1960 se stal ředitelem nově vznikajícího Pedagogického institutu v Olomouci, který se následně přeměnil na pedagogickou fakultu UP. V témže roce se rovněž stal docentem pedagogiky a na přelomu let 1967/1968 kandidátem věd (CSc.). Byl rovněž hlavním editorem prvních dvou čísel recenzovaného odborného časopisu Pedagogická orientace.
Od roku 1965 vedl katedru pedagogiky a pro svůj kádrový profil byl jmenován děkanem Pedagogické fakulty Univerzity Palackého v Olomouci. Po roce 1969 měl konflikty s komunistickým režimem a v roce 1974 byl nuceně ve věku 65 let penzionován.